# Europamästerskapen i friidrott 1986
Europamästerskapen i friidrott 1986 var de fjortonde Europamästerskapen i friidrott och de genomfördes 26 augusti – 31 augusti 1986 på Neckarstadion i Stuttgart i Västtyskland. 
Under tävlingarna noterades tre världsrekord och ett tangerades. Därutöver noterades två europarekord.
Sovjetunionen och Östtyskland dominerade åter medaljligan med totalt 65 av mästerskapens 129 medaljer. 

## Förkortningar
- WR = Världsrekord
- ER = Europarekord
- CR = Mästerskapsrekord

## Medaljörer, resultat

### Herrar
| Gren               | Guld                                                                                  | Guld                   | Silver                                                                       | Silver   | Brons                                                                           | Brons    |
| 100 meter          | Linford Christie Storbritannien                                                       | 10,15 (CR)             | Steffen Bringmann Östtyskland                                                | 10,20    | Bruno Marie-Rose Frankrike                                                      | 10,21    |
| 200 meter          | Vladimir Krylov Sovjetunionen                                                         | 20,52                  | Jürgen Evers Västtyskland                                                    | 20,75    | Andrej Fedorev Sovjetunionen                                                    | 20,84    |
| 400 meter          | Roger Black Storbritannien                                                            | 44,59 (CR)             | Thomas Schönlebe Östtyskland                                                 | 44,63    | Matthias Schersing Östtyskland                                                  | 44,85    |
| 800 meter          | Sebastian Coe Storbritannien                                                          | 1.44,50                | Tom McKean Storbritannien                                                    | 1.44,61  | Steve Cram Storbritannien                                                       | 1.44,88  |
| 1 500 meter        | Steve Cram Storbritannien                                                             | 3.41,09                | Sebastian Coe Storbritannien                                                 | 3.41,67  | Han Kulker Nederländerna                                                        | 3.42,11  |
| 5 000 meter        | Jack Buckner Storbritannien                                                           | 13.10,15 (CR)          | Stefano Mei Italien                                                          | 13.11,57 | Tim Hutchings Storbritannien                                                    | 13.12,88 |
| 10 000 meter       | Stefano Mei Italien                                                                   | 27.56,79               | Alberto Cova Italien                                                         | 27.57,93 | Salvatore Antibo Italien                                                        | 28.00,25 |
| Maraton            | Gelindo Bordin Italien                                                                | 2:10.54 (CR)           | Orlando Pizzolato Italien                                                    | 2:10.57  | Herbert Steffny Västtyskland                                                    | 2:11.30  |
| 110 meter häck     | Stéphane Caristan Frankrike                                                           | 13,20 (ER)             | Arto Bryggare Finland                                                        | 13,42    | Carlos Sala Spanien                                                             | 13,50    |
| 400 meter häck     | Harald Schmid Västtyskland                                                            | 48,65                  | Aleksandr Vasiljev Sovjetunionen                                             | 48,76    | Sven Nylander Sverige                                                           | 49,38    |
| 3 000 meter hinder | Hagen Melzer Östtyskland                                                              | 8.16,65                | Francesco Panetta Italien                                                    | 8.16,85  | Patriz Ilg Västtyskland                                                         | 8.16,92  |
| 4 x 100 meter      | Sovjetunionen: Aleksandr Jevgenjev Nikolai Jusjmanov Vladimir Muravjov Viktor Bryzgin | 38,29 (CR)             | Östtyskland: Thomas Schröder Steffen Bringmann Olaf Prenzler Frank Emmelmann | 38,64    | Storbritannien: Elliot Bunney Daley Thompson Michael McFarlane Linford Christie | 38,71    |
| 4 x 400 meter      | Storbritannien: Derek Redmond Kriss Akabusi Brian Whittle Roger Black                 | 2.59,84 (CR)           | Västtyskland: Erwin Skamrahl Harald Schmid Thomas Giessing Hartmut Weber     | 3.00,17  | Sovjetunionen: Aleksandr Trotsjilo Pavel Rostsjin Pavel Konovalov Viktor Markin | 3.00,47  |
| 20 km gång         | Jozef Pribilinec Tjeckoslovakien                                                      | 1:21.15 (CR)           | Maurizio Damilano Italien                                                    | 1:21.17  | Miguel Prieto Spanien                                                           | 1:21.36  |
| 50 km gång         | Hartwig Gauder Östtyskland                                                            | 3:40.55 (CR)           | Vjatjeslav Ivanenko Sovjetunionen                                            | 3:41.54  | Valerij Sunsov Sovjetunionen                                                    | 3:42.38  |
| Höjdhopp           | Igor Paklin Sovjetunionen                                                             | 2,34 (CR)              | Sergej Maltjenko Sovjetunionen                                               | 2,31     | Carlo Thränhardt Västtyskland                                                   | 2,31     |
| Längdhopp          | Robert Emmijan Sovjetunionen                                                          | 8,41 (CR)              | Sergej Lajevski Sovjetunionen                                                | 8,01     | Giovanni Evangelisti Italien                                                    | 7,92     |
| Stavhopp           | Sergej Bubka Sovjetunionen                                                            | 5,85 (CR)              | Vasilij Bubka Sovjetunionen                                                  | 5,75     | Phillip Collet Frankrike                                                        | 5,75     |
| Trestegshopp       | Christo Markov Bulgarien                                                              | 17,66 (CR)             | Maris Bruzjiks Sovjetunionen                                                 | 17,33    | Oleg Protsenko Sovjetunionen                                                    | 17,28    |
| Kulstötning        | Werner Günthör Schweiz                                                                | 22,22 (CR)             | Ulf Timmermann Östtyskland                                                   | 21,84    | Udo Beyer Östtyskland                                                           | 20,74    |
| Diskuskastning     | Romas Ubartas Sovjetunionen                                                           | 67,08 (CR)             | Georgij Kolnootjenko Sovjetunionen                                           | 67,02    | Vaclavas Kidikas Sovjetunionen                                                  | 66,32    |
| Släggkastning      | Jurij Sedych Sovjetunionen                                                            | 86,74 (WR)             | Sergej Litvinov Sovjetunionen                                                | 85,74    | Igor Nikulin Sovjetunionen                                                      | 82,00    |
| Spjutkastning      | Klaus Tafelmeier Västtyskland                                                         | 84,76 (ER) nya spjutet | Detlef Michel Östtyskland                                                    | 81,90    | Viktor Jevsyukov Sovjetunionen                                                  | 81,80    |
| Tiokamp            | Daley Thompson Storbritannien                                                         | 8 811 (CR)             | Jürgen Hingsen Västtyskland                                                  | 8 730    | Siegfried Wentz Västtyskland                                                    | 8 676    |

### Damer
| Gren           | Guld                                                                            | Guld                      | Silver                                                                        | Silver   | Brons                                                                             | Brons    |
| 100 meter      | Marlies Göhr Östtyskland                                                        | 10,91 (CR)                | Anelia Nuneva Bulgarien                                                       | 11,04    | Nelli Cooman Nederländerna                                                        | 11,08    |
| 200 meter      | Heike Drechsler Östtyskland                                                     | 21,71 (WR)                | Marie-Christine Cazier Frankrike                                              | 22,32    | Silke Gladisch-Möller Östtyskland                                                 | 22,49    |
| 400 meter      | Marita Koch Östtyskland                                                         | 48,22                     | Olga Bryzjgina Sovjetunionen                                                  | 49,67    | Petra Müller Östtyskland                                                          | 49,88    |
| 800 meter      | Nadezjda Olizarenko Sovjetunionen                                               | 1.57,15                   | Sigrun Wodars Östtyskland                                                     | 1.57,42  | Ljubov Gurina Sovjetunionen                                                       | 1.57,73  |
| 1 500 meter    | Ravilia Agletdinova Sovjetunionen                                               | 4.01,19                   | Tatiana Samolenko Sovjetunionen                                               | 4.02,36  | Doina Melinte Rumänien                                                            | 4.02,44  |
| 3 000 meter    | Olga Bondarenko Sovjetunionen                                                   | 8.33,99                   | Maricica Puică Rumänien                                                       | 8.35,92  | Yvonne Murray Storbritannien                                                      | 8.37,15  |
| 10 000 meter   | Ingrid Kristiansen Norge                                                        | 30.23,25 (CR)             | Olga Bondarenko Sovjetunionen                                                 | 30.57,21 | Ulrike Bruns Östtyskland                                                          | 31.19,76 |
| Maraton        | Rosa Mota Portugal                                                              | 2:28.38 (CR)              | Laura Fogli Italien                                                           | 2:32.52  | Jekaterina Chramenkova Sovjetunionen                                              | 2:34.18  |
| 100 meter häck | Jordanka Donkova Bulgarien                                                      | 12,38 (CR)                | Cornelia Oschkenat Östtyskland                                                | 12,55    | Ginka Zagortjeva Bulgarien                                                        | 12,70    |
| 400 meter häck | Marina Stepanova Sovjetunionen                                                  | 53,32 (WR)                | Sabine Busch Östtyskland                                                      | 53,60    | Cornelia Feuerbach Östtyskland                                                    | 54,13    |
| 4 x 100 meter  | Östtyskland: Silke Gladisch-Möller Sabine Günther Ingrid Auerswald Marlies Göhr | 41,84 (CR)                | Bulgarien: Ginka Zagortjeva Anelia Nuneva Nadezjda Georgieva Jordanka Donkova | 42,66    | Sovjetunionen: Antonia Nastoburko Natalia Botjina Marina Zjirova Olga Solotarjeva | 42,68    |
| 4 x 400 meter  | Östtyskland: Kirsten Emmelmann Sabine Busch Petra Müller Marita Koch            | 3.16,87 (CR)              | Västtyskland: Gisela Kinzel Ute Thimm Heidi-Elke Gaugel Gaby Bussmann         | 3.22,80  | Polen: Eva Kasprzyk Marzena Wojdecka Elsbieta Kapusta Genovefa Blaszak            | 3.24,65  |
| 10 km gång     | Maria Cruz Diaz Spanien                                                         | 46,09 (CR)                | Ann Jansson Sverige                                                           | 46,13    | Siv Vera-Ibáñez Sverige                                                           | 46,19    |
| Höjdhopp       | Stefka Kostadinova Bulgarien                                                    | 2,00                      | Svetlana Issaeva Bulgarien                                                    | 1,93     | Olga Turtjak Sovjetunionen                                                        | 1,93     |
| Längdhopp      | Heike Drechsler Östtyskland                                                     | 7,27 (CR)                 | Galina Tjistiakova Sovjetunionen                                              | 7,09     | Helga Radtke Östtyskland                                                          | 6,89     |
| Kulstötning    | Heidi Krieger Östtyskland                                                       | 21,10                     | Ines Müller Östtyskland                                                       | 20,81    | Natalia Achrimenko Sovjetunionen                                                  | 20,54    |
| Diskuskastning | Diana Sachse Östtyskland                                                        | 71,36 (CR)                | Tsvetanka Christova Bulgarien                                                 | 69,52    | Martina Hellmann Östtyskland                                                      | 68,26    |
| Spjutkastning  | Fatima Whitbread Storbritannien                                                 | 76,32 i kvalet 77,44 (WR) | Petra Felke Östtyskland                                                       | 72,52    | Beate Peters Västtyskland                                                         | 68,04    |
| Sjukamp        | Anke Behmer Östtyskland                                                         | 6 717 (CR)                | Natalia Sjubenkova Sovjetunionen                                              | 6 645    | Judy Simpson Storbritannien                                                       | 6 623    |

## Medaljfördelning
| Medaljfördelning |                 |      |        |       |        |
| Plats            | Land            | Guld | Silver | Brons | Totalt |
| 1                | Sovjetunionen   | 11   | 13     | 12    | 36     |
| 2                | Östtyskland     | 11   | 10     | 8     | 29     |
| 3                | Storbritannien  | 8    | 2      | 5     | 15     |
| 4                | Bulgarien       | 3    | 4      | 1     | 8      |
| 5                | Italien         | 2    | 6      | 2     | 10     |
| 6                | Västtyskland    | 2    | 4      | 5     | 11     |
| 7                | Frankrike       | 1    | 1      | 2     | 4      |
| 8                | Spanien         | 1    | -      | 2     | 3      |
| 9                | Norge           | 1    | -      | -     | 1      |
|                  | Portugal        | 1    | -      | -     | 1      |
|                  | Schweiz         | 1    | -      | -     | 1      |
|                  | Tjeckoslovakien | 1    | -      | -     | 1      |
| 13               | Sverige         | -    | 1      | 2     | 3      |
| 14               | Rumänien        | -    | 1      | 1     | 2      |
| 15               | Finland         | -    | 1      | -     | 1      |
| 16               | Nederländerna   | -    | -      | 2     | 2      |
| 17               | Polen           | -    | -      | 1     | 1      |